# Nikola Dragović
Nikola Dragović (in serbo Никола Драговић?; Podgorica, 20 dicembre 1987) è un cestista serbo.

## Carriera

### Club
Cresciuto nelle giovanili del KK Avala Ada, esordisce in prima squadra nel 2005. Nel 2006 trasferisce negli Stati Uniti, dove rimane fino al 2010, giocando a livello collegiale nei Bruins di UCLA (95 presenze).
Terminata l'esperienza universitaria torna in Europa allo Spartak S. Pietroburgo, squadra con cui gioca fino al 2012. 
Nell'agosto dello stesso anno si trasferisce alla Società Sportiva Felice Scandone. Dopo aver chiuso il primo anno in Italia con 9,3 punti e 5,5 rimbalzi di media, viene confermato per la stagione seguente.

### Nazionale
Dragović ha indossato fino al 2006 la maglia delle nazionali giovanili della Serbia e Montenegro; ha vinto l'oro ai FIBA EuroBasket Under 20 di Smirne nel 2006. Ha bissato il successo nel 2007, con la nuova maglia della Serbia.

## Palmarès
- Campionato bulgaro: 1

Academic Sofia: 2014-2015
- Iranian Basketball Super League: 1

Tabiat: 2023-2024
- Coppa di Russia: 1

Spartak San Pietroburgo: 2010-2011
- Match des Champions: 1

ASVEL: 2016

## Statistiche
Dati aggiornati al 30 giugno 2013

### Giovanili
| Stagione        | Squadra         | Competizione    | Partite | Partite | Partite | Statistiche tiro | Statistiche tiro | Statistiche tiro | Altre statistiche | Altre statistiche | Altre statistiche | Altre statistiche | Altre statistiche |
| Stagione        | Squadra         | Competizione    | Pres.   | Titol.  | Minuti  | Tiri da 2        | Tiri da 3        | Liberi           | Rimb.             | Assist            | Rubate            | Stopp.            | Punti             |
| --------------- | --------------- | --------------- | ------- | ------- | ------- | ---------------- | ---------------- | ---------------- | ----------------- | ----------------- | ----------------- | ----------------- | ----------------- |
| 2006-2007       | UCLA Bruins     | NCAA Division I | 6       | -       | -       | 1/3              | 3/10             | 0/0              | 7                 | 1                 | 0                 | 0                 | 11                |
| 2007-2008       | UCLA Bruins     | NCAA Division I | 25      | -       | -       | 10/17            | 10/42            | 12/12            | 34                | 4                 | 3                 | 6                 | 62                |
| 2008-2009       | UCLA Bruins     | NCAA Division I | 34      | -       | -       | 54/96            | 60/157           | 32/36            | 147               | 46                | 25                | 19                | 320               |
| 2009-2010       | UCLA Bruins     | NCAA Division I | 30      | -       | 967     | 68/142           | 47/167           | 84/108           | 132               | 40                | 23                | 17                | 361               |
| Totale carriera | Totale carriera | Totale carriera | 95      | -       | -       | 133/258          | 120/376          | 128/156          | 320               | 91                | 51                | 42                | 754               |

### Regular Season
| Stagione        | Squadra                 | Competizione    | Partite | Partite | Partite | Statistiche tiro | Statistiche tiro | Statistiche tiro | Altre statistiche | Altre statistiche | Altre statistiche | Altre statistiche | Altre statistiche |
| Stagione        | Squadra                 | Competizione    | Pres.   | Titol.  | Minuti  | Tiri da 2        | Tiri da 3        | Liberi           | Rimb.             | Assist            | Rubate            | Stopp.            | Punti             |
| --------------- | ----------------------- | --------------- | ------- | ------- | ------- | ---------------- | ---------------- | ---------------- | ----------------- | ----------------- | ----------------- | ----------------- | ----------------- |
| 2010-2011       | Spartak San Pietroburgo | PBL             | 20      | -       | 321     | 30/55            | 18/52            | 35/43            | 67                | 4                 | 11                | 4                 | 149               |
| 2011-2012       | Spartak San Pietroburgo | PBL             | 4       | -       | 11      | 1/1              | 1/1              | 0/0              | 1                 | 0                 | 0                 | 0                 | 5                 |
| 2012-2013       | Sidigas Avellino        | Serie A         | 29      | 14      | 707     | 40/81            | 10/53            | 30/48            | 160               | 19                | 30                | 10                | 269               |
| Totale carriera | Totale carriera         | Totale carriera | 53      | -       | 1039    | 71/137           | 29/106           | 65/91            | 228               | 23                | 41                | 14                | 423               |

### Playoff
| Stagione        | Squadra                 | Competizione    | Partite | Partite | Partite | Statistiche tiro | Statistiche tiro | Statistiche tiro | Altre statistiche | Altre statistiche | Altre statistiche | Altre statistiche | Altre statistiche |
| Stagione        | Squadra                 | Competizione    | Pres.   | Titol.  | Minuti  | Tiri da 2        | Tiri da 3        | Liberi           | Rimb.             | Assist            | Rubate            | Stopp.            | Punti             |
| --------------- | ----------------------- | --------------- | ------- | ------- | ------- | ---------------- | ---------------- | ---------------- | ----------------- | ----------------- | ----------------- | ----------------- | ----------------- |
| 2010-2011       | Spartak San Pietroburgo | PBL             | 7       | -       | 171     | 14/29            | 15/35            | 16/22            | 32                | 9                 | 5                 | 0                 | 89                |
| 2011-2012       | Spartak San Pietroburgo | PBL             | 4       | -       | 45      | 3/6              | 3/13             | 5/6              | 11                | 3                 | 1                 | 1                 | 20                |
| Totale carriera | Totale carriera         | Totale carriera | 11      | -       | 216     | 17/35            | 18/48            | 21/28            | 43                | 12                | 6                 | 1                 | 109               |

### Coppe europee
| Stagione        | Squadra                 | Competizione      | Partite | Partite | Partite | Statistiche tiro | Statistiche tiro | Statistiche tiro | Altre statistiche | Altre statistiche | Altre statistiche | Altre statistiche | Altre statistiche |
| Stagione        | Squadra                 | Competizione      | Pres.   | Titol.  | Minuti  | Tiri da 2        | Tiri da 3        | Liberi           | Rimb.             | Assist            | Rubate            | Stopp.            | Punti             |
| --------------- | ----------------------- | ----------------- | ------- | ------- | ------- | ---------------- | ---------------- | ---------------- | ----------------- | ----------------- | ----------------- | ----------------- | ----------------- |
| 2010-2011       | Spartak San Pietroburgo | Eurocup           | 2       | -       | 34      | 2/6              | 2/9              | 6/6              | 8                 | 2                 | 0                 | 0                 | 16                |
| 2010-2011       | Spartak San Pietroburgo | EuroChallenge     | 14      | -       | 236     | 23/48            | 16/46            | 11/20            | 49                | 14                | 16                | 0                 | 105               |
| 2011-2012       | Spartak San Pietroburgo | Eurocup           | 2       | 0       | 14      | 0/2              | 0/3              | 0/0              | 2                 | 0                 | 3                 | 1                 | 0                 |
| 2011-2012       | Spartak San Pietroburgo | VTB United League | 7       | -       | 54      | 3/9              | 2/6              | 3/4              | 12                | 2                 | 2                 | 4                 | 15                |
| Totale carriera | Totale carriera         | Totale carriera   | 25      | -       | 338     | 28/65            | 20/64            | 20/30            | 71                | 18                | 21                | 5                 | 136               |